# Berneuil-sur-Aisne
Berneuil-sur-Aisne – miejscowość i gmina we Francji, w regionie Hauts-de-France, w departamencie Oise.
Według danych na rok 1990 gminę zamieszkiwało 875 osób, a gęstość zaludnienia wynosiła 82 osoby/km² (wśród 2293 gmin Pikardii Berneuil-sur-Aisne plasuje się na 328. miejscu pod względem liczby ludności, natomiast pod względem powierzchni na miejscu 406.).